# Bomun (metropolitana di Seul)
Bomun (보문역 - 普門驛, Bomun-yeok) è una stazione della metropolitana di Seul servita dalla linea 6 della metropolitana di Seul. 
Si trova nel quartiere di Seongbuk-gu, nella zona centrale della capitale sudcoreana.

## Linee
Seoul Metro
 Linea 6 (Codice: 637)
UiTransit
 Linea Ui (Codice: S121)

## Storia
- 15 dicembre 2000: apertura della stazione in concomitanza con l'inaugurazione della tratta Eungam - Sangwolgok della linea 6.
- 2 settembre 2017: apertura della stazione servente la nuova linea Ui.

## Struttura
La stazione è costituita, per la linea 6, da un marciapiede centrale con binari laterali sotterranei, protetti da porte di banchina a piena altezza.
La fermata della linea Ui, anche essa in sotterraneo, con porte di banchina, ha invece due marciapiedi laterali con due binari passanti in mezzo. 
Per passare all'altra direzione è necessario uscire e rientrare dai tornelli, ma non viene prelevata una tariffa extra.
Linea 6
| Direzione Eungam | Linea 6 | per Itaewon, Gongdeok, Digital Media City e Eungam |
| Direzione Sinnae | Linea 6 | per Seokgye, Bonghwasan e Sinnae                   |

Linea Ui
| Direzione Bukhansan Ui | Linea Ui | per Bukhansan Ui, Samyang e Bukhansan Ui |
| Direzione Sinseol-dong | Linea Ui | per Sinseol-dong                         |

## Stazioni adiacenti
| «                               | Servizio | »                 |
| Linea 6                         | Linea 6  | Linea 6           |
| ------------------------------- | -------- | ----------------- |
| 637 Changsin                    | -        | Anam 638          |
| Linea Ui                        |          |                   |
| S120 Sungsin Women's University | -        | Sinseol-dong S122 |